# Beaverdam
- Nota: Para informações sobre Beaverdem no estado do Nevada, consulte Beaverdam

Beaverdam é uma vila localizada no estado norte-americano de Ohio, no Condado de Allen.

## Demografia
Segundo o censo norte-americano de 2000, a sua população era de 356 habitantes. 
Em 2006, foi estimada uma população de 344, um decréscimo de 12 (-3.4%).

## Geografia
De acordo com o United States Census Bureau tem uma área de 
1,6 km², dos quais 1,6 km² cobertos por terra e 0,0 km² cobertos por água. Beaverdam localiza-se a aproximadamente 261 m acima do nível do mar.

## Localidades na vizinhança
O diagrama seguinte representa as localidades num raio de 16 km ao redor de Beaverdam. 